# غريغوريو فوينتيس
غريغوريو فوينتيس (بالإسبانية: Gregorio Fuentes)‏ هو بحار كوبي وإسباني، ولد في 11 يوليو 1897 في لانزاروت في إسبانيا، وتوفي في 13 يناير 2002 في Cojímar ‏ في كوبا.